# Emblema nacional das Maldivas
O emblema nacional das Maldivas consiste num coqueiro, num crescente, e duas bandeiras cruzadas ligadas pelo título tradicional do Estado.

## Descrição
O coqueiro representa a subsistência da nação. Os moradores acreditam que ela seja a árvore mais benéfica para utilizar como se cada parte da árvore tivesse várias aplicações, que vão desde a medicina à construção. O crescente (um símbolo universal islâmico) e a estrela encarna a fé islâmica do Estado e da sua autoridade, respectivamente.
As palavras da faixa Ad-Dawlat Al-Mahaldheebiyya são escritas em árabe em estilo nasqui. Eles foram usados pelo sultão AI-Ghazee Mohamed Al-Azam Thakurufaanu, um dos mais ilustres heróis da nação. O título da faixa Dawlat Al-Mahaldheebiyya (em árabe: الدولة المحلديبية; romaniz.: "Estado da Dibiyat Mahal"), que é o nome usado por ibne Batuta e outros viajantes árabes medievais para designar as Maldivas.
O emblema é uma representação simbólica do governo maldivo e é utilizado com frequência em documentos oficiais (à direita abaixo do cabeçalho Bismillah) e outras representações governamentais.
O crescente e a estrela no centro do emblema costumava ser em azul pálido e branco (prata), no momento do seu primeiro desenho em 1940 durante a regência de Muhammad Amin Doshimēna Kalēgefānu. A cor do crescente e a estrela foi alterado para o ouro na década de 1990.